# Estatua de Cervantes (Madrid)
La estatua de Miguel de Cervantes es un ejemplar de arte público ubicado en Madrid. Erigida en 1835, está dedicada a Miguel de Cervantes Saavedra y se alza en la plaza de las Cortes, frente al Congreso de los Diputados. Es la primera estatua de un personaje que no es de la realeza ni religioso.

## Historia y descripción
Hacia 1831 el Duque de San Fernando entabló contacto con el escultor Antonio Solá, de cara a la posibilidad de erigir una estatua en homenaje a Cervantes. El duque pidió permiso a Fernando VII, pero el monarca se apropió del proyecto para sí, y encargó a Manuel Fernández Varela la tarea de financiar el monumento.
La estatua de bronce obra de Solá fue fundida en Roma y llegó a Madrid en 1835.  Presenta la figura del literato con una pierna derecha ligeramente doblada, sujetando un manojo de documentos con su mano derecha y apoyando la izquierda en el pomo de su espada; viste gregüescos, un chaleco abotonado, lechuguilla y capa corta.
Temporalmente ubicado en la plaza del Duque de Nájera, el monumento se trasladó a su ubicación definitiva en la plaza de las Cortes hacia julio de 1835.
El diseño arquitectónico del pedestal fue obra de Isidro González Velázquez. En las caras delantera y trasera del pedestal aparecen dos placas broncíneas que, respectivamente, rezan el texto en lengua latina «michaeli de cervantes / saavedra / hispaniae scriptorum / principi / anno / m.d.ccc.xxxv» y la traducción al castellano «a miguel de cervantes / saavedra / príncipe de los ingenios / españoles / año de / m.d.ccc.xxxv».
Las caras laterales del cuerpo principal del pedestal (hecho de caliza y granito) incorporan dos relieves de bronce ejecutados por José Piquer Duart, relacionados con episodios de la opus magnum de Cervantes Don Quijote de la Mancha, ilustrando por un lugar la aventura de los leones  (lado izquierdo) y por el otro a Don Quijote y Sancho Panza conducidos por la diosa de locura (lado derecho). La peana circular sobre la que se yergue el pedestal está hecha de granito.
Entre 1981 y 1986, durante el mandato como alcalde de Enrique Tierno Galván, cuatro réplicas de la estatua de bronce fueron enviadas como obsequio a Nueva York, Moscú, Pekín y La Paz.
Su ubicación específica en la plaza de las Cortes se modificó en 2009. En el transcurso de las obras para el traslado apareció una cápsula de tiempo dentro del monumento; el alijo incluía cuatro tomos de Don Quijote, el Estatuto Real de 1834, dos periódicos, dos diarios oficiales como la Gaceta de Madrid y el Diario de Avisos, un manuscrito y un ejemplar de una obra titulada Guía del Forastero.